# Blue Car
Blue Car is een Amerikaanse dramafilm die op 11 januari 2002 in première ging op het Sundance Film Festival. De film werd zowel geschreven als geregisseerd door Karen Moncrieff, die daarmee in beide disciplines debuteerde. Blue Car werd genomineerd voor onder meer de Independent Spirit Awards voor beste script en beste hoofdrolspeelster (Agnes Bruckner).

## Verhaal
High school-leerling Megan 'Meg' Denning (Agnes Bruckner) woont samen met haar moeder Diane (Margaret Colin) en haar kleine zusje Lily (Regan Arnold). De meisjes zien hun vader (Michael Joseph Thomas Ward) sinds een echtscheiding zelden en de onderlinge familiebanden thuis zijn stroef. Diane is bijna altijd weg omdat ze moet werken. Meg neemt haar kwalijk dat ze er niet vaak is, mist haar vader en voelt zich buiten haar schuld gedwongen om zorg voor Lily te dragen. Lily doet op haar kamer aan automutilatie en gaat in hongerstaking om af te dwingen dat alles weer zo wordt als vroeger, tevergeefs. Niemand in het gezin geeft veel persoonlijke aandacht aan een ander.
Meg heeft een uitlaatklep in het schrijven van gedichten. Hierin is ze zo vaardig dat ze er complimenten voor krijgt van haar leraar Engels, Mr. Auster (David Strathairn). Hij dringt erop aan dat ze meedoet aan een in Florida gehouden poëziewedstrijd en biedt aan haar te helpen met de voorbereiding hierop. Meg heeft daar in eerste instantie geen trek in. Haar vriendin Georgia (Sarah Buehler) vertelt haar niettemin dat Auster zelf een boek aan het schrijven is, dat hij altijd bij heeft in een leren hoes. Meg gaat hierover praten met hem en vraagt of ze er iets uit mag horen. Auster leest haar daarop een gedicht voor dat zoveel indruk op haar maakt, dat ze zich alsnog samen met Auster wil voorbereiden op deelname aan de dichtwedstrijd.
Nu Meg iemand gevonden heeft die de aandacht aan haar besteedt die ze elders mist, brengt ze steeds meer tijd alleen met Auster door. Ze wil per se indruk op hem maken, niet alleen met schrijven, maar ook door zich steeds meer op te tutten voor ze naar hem toegaat. Hij heeft dit in de gaten en houdt haar enerzijds af, maar geeft haar ook cadeautjes, zoals een blauw blikken autootje. Dit naar aanleiding van haar gedicht Blue Car, dat ze schreef naar aanleiding van het weggaan van haar vader.
Na twee weken hongerstaking, moet Lily worden opgenomen in het ziekenhuis. Zowel haar moeder als haar zus krijgen haar niet aan het eten. Ze heeft het idee opgevat dat ze door niet te eten engelenvleugels kan laten groeien, wat volgens haar niet gebeurt omdat de artsen haar via slangetjes 'onzichtbaar eten' geven. Daarom wordt Lily naar de psychiatrische afdeling overgebracht. Kort daarop krijgt Diane een telefoontje van het ziekenhuis. Iemand liet daar per ongeluk een raam open staan. Lily is daaruit gesprongen en overleden. Meg zoekt overmand door verdriet haar heil bij Auster. Wanneer ze hem in zijn nek zoent, houdt hij haar af en vertrekt. Vervolgens blijft hij afstand houden.
Op de dag van de dichtwedstrijd reist Meg op eigen gelegenheid toch naar Florida, waar ze Auster vindt aan het strand samen met zijn vrouw Delia (Frances Fisher) en zoon Robert (Dustin Sterling). Zij blijft tijdens de middag bij het gezin en merkt dat het niet goed gaat tussen Auster en zijn echtgenote. Wanneer zij en Robert weggaan, blijft Auster achter om samen met Meg naar het hotel te gaan. Daar ontstaat er alsnog een vrijpartij tussen hem en Meg. Hoewel ze het samen zoenen nog wel fijn vindt, wil hij meer en ondergaat ze met zichtbaar onbehagen op haar gezicht de geslachtsdaad. Wanneer hij vertrekt, pakt ze zonder dat Auster dat weet het boek waarmee hij bezig is om er in te lezen. Daarbij komt ze erachter dat Auster tegen haar heeft gelogen. Zijn boek is op een tekening na nog helemaal leeg. Het gedicht dat hij voorlas en waarmee hij zo'n indruk op haar maakte, is van Rainer Maria Rilke en staat op een gekopieerd blaadje.

## Rolverdeling
- A.J. Buckley - Pat, Georgia's oudere broer
- Wayne Armstrong - Don
- Michael Raysses - Mr. Kastran
- Wendy Lardin - Georgia's moeder